# Puffinus subalaris
La pardela de las Galápagos (Puffinus subalaris) es una pequeña ave, que hasta hace poco era considerada como una subespecie de la pardela de Audubon, pero en realidad es uno de los dos miembros de un linaje muy antiguo de la pequeña especie Puffinus, el otro es, como se indica en datos de la secuencia de ADN mitocondrial citocromo b, la pardela de Pascua.
Esta ave es un criador endémico de las Islas Galápagos, y es en gran parte sedentario, aunque algunos son vistos comúnmente hasta la costa oaxaqueña en México.

## Descripción
La pardela de las Galápagos tiene la parte superior, las plumas de vuelo subcaudal y subalares de color marrón oscuro, el resto del plumaje en las partes inferiores es blanco. A veces tiene un collar oscuro. Ambos sexos son iguales, al igual que los jóvenes después de emplumar.
Una pardela de cuerpo fino tiene de 29 a 31 cm de largo, una envergadura de alrededor de 63 cm y un peso de entre 123 a 225 g. La especie se parece mucho a la pardela tropical, aunque esta última es típicamente más oscura y tiene una cola más larga.

## Comportamiento
La pardela de las Galápagos es una especie gregaria y se alimenta en el mar con otras pardelas y alcatraces. Vuela bajo sobre el agua y se alimenta de calamares, peces y vísceras. Intercala de 4 a 10 aleteos rígidos con deslizamientos superficiales.